# Östebo
Östebo este o arie protejată (arie specială de conservare — SAC, sit de importanță comunitară — SCI) din Suedia întinsă pe o suprafață de 0,31 ha, integral pe uscat.

## Localizare
Centrul sitului Östebo este situat la coordonatele 58°48′26″N 12°27′43″E / 58.8072°N 12.462°E.

## Înființare
Situl Östebo a fost declarat sit de importanță comunitară în iunie 2001 pentru a proteja 1 specie de plante. Situl a fost protejat și ca arie specială de conservare în martie 2011.

## Biodiversitate
Situată în ecoregiunea boreală, aria protejată nu include niciun habitat protejat.
La baza desemnării sitului se află o specie protejată de  plante: Saxifraga osloensis.